# Stipa kopetdaghensis
Stipa kopetdaghensis är en gräsart som beskrevs av Czopanov. Stipa kopetdaghensis ingår i släktet fjädergrässläktet, och familjen gräs. Inga underarter finns listade i Catalogue of Life.